# Charles Francis Adams IV
Charles Francis Adams IV (* 2. Mai 1910 in Boston, Massachusetts; † 5. Januar 1999) war ein US-amerikanischer Wirtschaftsmanager und Unternehmer sowie Präsident des Rüstungs- und Elektronikkonzerns Raytheon.

## Leben
Adams entstammte der traditionsreichen Adams-Familie. Sein Urururgroßvater war John Adams, der zweite Präsident der Vereinigten Staaten, sein Ururgroßvater John Quincy Adams war der sechste Inhaber dieses Amtes. Er war ferner der Urururenkel von Benjamin Williams Crowninshield, dem Marineminister unter den Präsidenten Madison und Monroe, der Urenkel des Kongressabgeordneten Charles Francis Adams senior und der Großneffe von General Charles Francis Adams junior. Sein Vater Charles Francis Adams III war Marineminister im Kabinett von Präsident Herbert Hoover.
Er selbst begann nach dem Besuch der St. Mark’s School in Southborough ein Studium an der Harvard University, das er 1932 abschloss. Im Anschluss absolvierte er ein postgraduales Studium an der Harvard Business School. Nach Beendigung des Studiums wurde er in der Privatwirtschaft tätig und war zunächst von 1937 bis 1948 Partner des Wertpapiermaklers Paine Webber sowie zugleich von 1938 bis 1942 Mitglied des Board of Directors von Raytheon. Während des Zweiten Weltkrieges leistete er zwischen 1942 und 1945 seinen Militärdienst in der US Naval Reserve.
Nach seinem Ausscheiden bei Paine Webber wurde er 1948 erstmals Präsident von Raytheon und übernahm dieses Amt erneut von 1962 bis 1964, nachdem er zuvor zwischen 1960 und 1962 Vorsitzender dieses Unternehmens war. Zuletzt war Adams von 1964 bis 1972 wiederum Präsident von Raytheon. In dieser Zeit erfolgte 1948 die Vorstellung des ersten kommerziellen Transistors, des CK703 point contact transistor.
Neben seiner Tätigkeit bei Raytheon war Adams zeitweise auch Mitglied des Board of Directors von The Gillette Company, Liberty Mutual, der Hotelkette Sheraton und Pan American World Airways. Des Weiteren war er seit 1959 Mitglied (Fellow) der American Academy of Arts and Sciences sowie der Pilgrims Society.